# ゼロテスター
『0テスター』（ゼロテスター）は、1973年（昭和48年）10月1日から1974年（昭和49年）12月30日まで、フジテレビ系で月曜19:00 - 19:30に全66話が放送された関西テレビ放送・創映社製作、サンライズスタジオ制作のSFアニメ。
タイトルロゴとしては『0テスター』の「0」の上に「ゼロ」のルビが乗った表記である。第40話より『ゼロテスター 地球を守れ!』（-ちきゅうをまもれ）に番組タイトルが変更された。
本作の放映終了後、関西テレビ制作のアニメは2003年放送の『ギルガメッシュ』まで約29年間存在しなかった。また、月曜19時台はその後、『快傑えみちゃんねる』などでのローカル枠まで関西テレビ枠がなかった。

## 概要
高橋良輔の初監督作品。創映社（後のサンライズ）の第2作目で、前年の『ハゼドン』の失敗を受け、企画内容を海洋冒険からSFに切り替えた。
『サンダーバード』の日本版権者だった東北新社が「和製サンダーバード」をコンセプトとして企画し、子会社である創映社の第2号作品として制作させた。視聴率的には失敗に終わった『ハゼドン』に対し、本作は視聴率の面で成功した。
初期はゼロテスターも異変調査・救助任務の中で結果的に戦闘に至るシナリオになっていたが、度重なる路線変更で戦闘色を強めていった。
次回予告の最後には「来週もこのチャンネルにチャージしよう」のセリフが必ず入れられていた。
なお、メカニックデザインとしてクレジットされている「ジョン・デドワ」は架空の人物で、その実態はスタジオぬえの事実上の前身であるSF企画会社クリスタルアートスタジオであり、現スタジオぬえ関係のものとしては最初のテレビアニメである。

## あらすじ
2100年、人類は宇宙に進出していたが、突如、外宇宙の機械化人類アーマノイドの攻撃を受ける。これに対し、タチバナ博士率いる未来科学開発センターは未知の敵から人類を守るため「ゼロテスター」を編成する。「ゼロテスターとは生命維持度ゼロの限界に挑戦し地球の明日を切り拓いていく勇気と希望と友情にあふれる3人の若者たちのことである」（番組オープニングアニメーションのナレーション）。
アーマノイドはメビウス、次いでバルギスを司令官として地球を侵略する。侵略の激化に応じて、開発センターは人工島指令基地を地球要塞スーパー5へと改造するとともに、バルギスの死後ガロス七人衆が地球に侵入したのを機に地球の全市民に対して「000」のコールサインを使ってガロスに関する情報をセンターに通報するよう呼びかける。これにより、地球対アーマノイドの戦いは新たな段階に移行する。

## 登場人物

### 地球側（主要人物）
吹雪 シン（ふぶき シン）
声 - 神谷明
テスター1号、マーク1のパイロット。劇中では「フブキ」と呼ばれ、名前で呼ばれる事は稀。
荒石 ゴー（あらし ゴー）
声 - 竹尾智晴（現・中尾隆聖）
テスター1号、マーク2のパイロット。劇中では「アラシ」と呼ばれ、名前で呼ばれる事は稀。第49話で木星の宇宙植民地出身で、少年時代に事故で母親を失ったことが語られる。
リサ
声 - 麻上洋子（現・一龍斎春水）
テスター1号、マーク3の女性パイロット。

### 地球側（その他）
ヤン
声 - 八代駿
テスター隊専属の技術者。テスター隊が使う各種アイテムを発明・開発をする。
ヒロシ
声 - 小原乃梨子
タチバナ博士の息子。
剣持勉
声 - 広川太一郎
フブキ、アラシ、リサ達ゼロテスターの隊長であり、鬼教官。
タチバナ博士
声 - 川久保潔
地球最高の頭脳であり、テスター隊の最高責任者。
法水 冷児
声 - 井上真樹夫
第27話と第28話に登場。Z-1のテストパイロット。元ゼロテスター候補生で、吹雪のライバル。
ガオ博士
声 - 富田耕生
タチバナ博士の友人。第50話の戦闘ロボット、クラッシャー7の開発者。第53話にて2号機のエンジンを提供する。
風巻
声 - 田中亮一
第54話でリサの代わりとしてマーク3のパイロットに登用された男性隊員。ドラゴンガロスとの戦闘中に瀕死の重傷を負う。
アン
声 - 戸部光代
第60話に登場。宇宙監視船の乗員。リサの同期。スペクターガロスの襲撃により殉職。
ジョー・ケリー
声 - 納谷六朗
第64話に登場。黒沼博士（実はアーマノイド）によりサイボーグにされた男性。単独でズーマーたちを倒せるだけの戦闘力がある。正体を現した黒沼が作動させた爆弾を無人地帯に運んで、そこで爆死。

### アーマノイド側
アーマノイド・ボス
声 - 雨森雅司
アーマノイドの王。鉄甲獣団の全滅後、アーマノイド星を地球に向けて移動させる。そして、高熱を発する巨大な岩の顔型ロボット、バンガースを地球に派遣する。バンガースは巨弾ミサイルでも破壊できないくらい強いが、テスター1号機にアーマノイド星からのエネルギー供給を断たれると、活動を停止して海に落下する。すると、次は地球に向けて多弾頭核ミサイルを多数発射して、地球に相当の被害を与える。しかし、ゼロテスターが核爆発により月を移動させてアーマノイド星に衝突させたので、ボスも含めてアーマノイドが全滅する。
メビウス
声 - 家弓家正
初代地球攻撃司令官。第14話で死刑判決が出て、最後の作戦にて第3通信衛星の爆発に巻き込まれ死亡。
バルギス
声 - 大塚周夫
二代目地球攻撃司令官。第14話から登場。第32話で巨大化改造をするが、作戦失敗後に等身大のボディに装換する。第39話にてカッタービームで死亡。

#### ガロス七人衆
アニマルガロス
声 - 小林清志
人型の翼竜の姿で動物を操る能力があり、口から無数の針を発射して攻撃する。第41話にてカッタービームで死亡。
恐竜ガロス
声 - 飯塚昭三
恐竜ロボットを改造して軍団を作る。角や背びれを手裏剣のように飛ばす。第42話にてカッタービームで死亡。
武者ガロス
声 - 内海賢二
アシュランガーとアイアンバッファローに分離出来る。トマホークと十字手裏剣、口からの火炎と指ミサイルが武器でアシュランガー地獄攻めが得意技。第43話にてシグマゼロビームと人工島のミサイル攻撃で死亡。
ファイヤーガロス
声 - 木原正二郎
高温の炎を操り、両腕や体の穴から火炎を噴出す。第44話にてゼロロボットに組み付かれ、シグマゼロビームで死亡。
エスパーガロス
声 - 西川幾雄
千手観音のような容姿で、エスパーフラッシュ、エスパーアタック、エスパービームが武器。超能力犬の力で人工島を絶体絶命に追いつめるも、第45話にてカッタービームで死亡。
ガマガロス
声 - 滝口順平
いぼの部分からミサイルや火炎弾を発射し、複数の等身大パーツに分離出来る。第46話でキャプテンの電子ライフルでペンダント状の合体装置を撃ち抜かれ、オメガゼロビームで死亡。初登場時は口から爆発性の粘液を吐く。初登場時と再登場時ではデザインが異なっている。
変形ガロス
声 - 野本礼三
5本首のドラゴンと2足歩行のクワガタ型の2種類の形態に変形できる。第47話で子供に偽装した手下を使って人工島を武装解除して追い詰めるも、カッタービームで死亡。

#### ガロス鉄甲獣団
ブラックデーモン
直立型の蟻形のロボットで、手をクロスして光線を出す。口から吐くメカ黒蟻で追い詰めるも、1号機、2号機の総攻撃で額の弱点を突かれカッタービームで死亡する。
アルマゲドン
1つ目のヒト型ロボットで、東京とニューヨークを襲う。ブラックスクリーンウェーブという土の中と同じような超高密度のビームでゼロテスターを苦しめるが、テスター1号機のジャンピンクゼロフライトの編隊によるジャンピングシグマゼロビームで死亡。
スーパーガロス
胸に2つの顔があり、4本の腕を持つロボット。体が2体のロボットに分かれてゼロテスターを翻弄するが、カッタービームで頭部を切断されたクラッシャー7に体当たりされて爆発して死亡する。
透明ガロス
オカダ博士の発明したバニシングアイアンで体ができているので姿が見えず、レーダーでも捉えられない。このため、ゼロテスターは有効な攻撃ができなかったが、オカダ博士が生前娘のヒトミに渡していたプレゼントから姿を見えるようにする方法がわかり、テスター1号機のカッタービームで首を切断されオメガゼロビームで残りの体を破壊される。
マグマガロス
鳥のような頭部を持ち、両手に鎌が付いている。この両手は分離可能で口から溶岩を吐くのでゼロテスターは苦戦したが、人工島基地から発射されたウルトラ冷凍ミサイルで全身を凍らされた後、テスター1号機のカッタービームで体を真っ二つに切断されて死亡。
ヒドラガロス
ヒドラに似た姿のロボット。当初は5本の触手を持ち、その強力な磁力で様々な機械を体内に取り込んで大きくなり、触手に代わり6本の腕を持つようになる。驚異的な再生能力があり、攻撃を受けた箇所はすぐに元の状態に戻る。要塞化されたテスター2号機に隠されながら人工島基地から発射された巨弾ミサイルが命中して破壊される。なお、言葉は話さない。
ドラゴンガロス
ドラゴンに似た姿のロボット。海中で活動するため、ゼロテスターが苦戦する。テスター1号機・マーク3の操縦士に復帰したリサが崩落させた海底の岩に動きを封じられた後、テスター1号機のオメガゼロビームを受け、カッタービームでとどめを刺される。
ガロス超特急
芋虫に似た姿のロボット。列車を装って線路上を進みシブヤ・キャニオン基地に接近する。線路上に降りたテスター1号機から発射されたカッタービームで体を真っ二つにされた後、テスター2号機で体を完全に破壊される。なお、言葉は話さない。
入道ガロス
鎖鎌を使う人型のロボット。3体のアンドロイド・ゼロを従えているので、当初ゼロテスターは攻撃が難しかった。しかし、ゼロテスターがヤンの下で特訓を受け、ヤンの発明したプリズム・コンバットを装着してアンドロイド・ゼロと戦い、これを停止させることに成功する。そして、逆にヤンによって修復されたアンドロイド・ゼロに頭部を突撃されて、爆死する。
地底ガロス・サソリギュラ
サソリに似た姿のロボット。地底の空洞でガス爆発を起こして地震を起こす。地底での戦いではゼロテスターに勝っていたが、地底戦車シールド、テスター2号機、テスター4号機の連携により地上につるし上げられ、シールドの電磁ショックとテスター1号機のシグマゼロビームを受けた後、1号機のカッタービームでとどめを刺される。爆死する間際に叫び声を上げたが、言葉は話していない。
バギンダーガロス
アーマノイド戦士の運転するバギー数台が合体してできる3本足のロボット。荒石が運転するゼロバギーのカッターブーメランで足を切られて、火山の火口に落ちて爆死。
爆弾ガロス
炎の中に1つ目のある頭部を持つロボット。少年テスター隊が訓練を行っていた島に吹雪とリサを爆弾を使って身動きができないようにする。2人はテスター1号機で駆けつけた荒石に救出されるが、救出時に荒石が重傷を負う。このため、少年テスター隊員のヤスオが代わりにテスター1号機に乗る。人工島基地を攻撃中に、1号機のシグマゼロビームで胴体を破壊され、分離していた頭部はテスター2号機に破壊される。
スペクターガロス
鼻先からスペクトル光線を発射する。この光線は葉緑素を破壊する効果があり、地球の北半球の植物がほぼ全滅する。テスター1号機にカッタービームで鼻先を切られ、2号機に爆死させられる。
バイソンガロス
直立型でミノタウロスに似た姿のロボット。口から火を吐く。体が非常に硬いので、テスター1号機の攻撃が効かず、2号機でも倒せない。少年ロボットのユウキに体を貫かれて爆死する。
ドリラーガロス
全身にドリルが付いている直立型のロボット。等身大のロボットに擬装してロボット大会に潜り込み、他のパーツを呼び寄せて合体し本来の姿に戻り、大会のゲストとして来ていたゼロロボットを攻撃する。テスター1号機のカッタービームで体を真っ二つにされた後、シグマゼロビームで爆死する。
地獄ガロス
ヤマタノオロチに似た姿の6本の首を持つロボット。海底からマグマを地上に噴出させようと企てる。ゼロロボットにより海上に引きずり出され、テスター1号機のカッタービームで爆死する。
ズーマー
等身大のロボット。集団で素早く行動するので、ゼロテスターは苦戦する。サイボーグのジョー・ケリー並びにパワードスーツの1種の加速ギプスを装着した吹雪及び荒石により破壊される。

### その他
ナレーター
声 - 仁内達之

## 登場メカ
テスター1号機
マーク1、マーク2、マーク3の3機に分離可能な戦闘機。マーク1が前部、マーク3が後部となり、マーク2が垂直尾翼の頂部を蝶番のような接合部として左右に分割し、マーク1、マーク3を挟み込むように合体している。合体時の掛け声はゼロチャージ、あるいはチャージイン。分離時はチャージアウト。マーク機各機は単独で大気圏離脱が可能な出力がある。3機中マーク3がエンジン出力が一番低く、そのために内蔵式のブースターを有する。3機が揃わなくても、2機のみでも合体が可能（ただし移動のみに限られる）。最高速度は秒速1万km（約0.3光秒）以上、ただしエネルギー（推進剤）を使い切るために減速が出来ない。切り札はオメガゼロビーム。のちにZ-1（後記）の消失後、シグマゼロビーム、カッターゼロビーム(劇中では主としてカッタービームと呼ばれた)、ゼロミサイルが搭載された。第54話で水中運用が可能になる。
重力ジャンプ装置で激しい重力の中にいることで、事実上1機のテスター機が2か所に存在できるようになる「ジャンピングゼロフライト」が可能。さらに重力を高めると1機のテスター機が編隊を作れるようになる。ただし70G以上の瞬間最大重力に耐えなければならない。
テスター2号機
テスター1号機・3号機を収容する空中母艦兼移動指令基地。潜水艦の司令塔部分が切り出されて翼の上に載せられたような形をしている。テスター1号機は機首の「2」とマーキングされた部分に収容される。つまり非常に巨大。
第53話にてガオ博士のエンジンの提供を受けて要塞艦に改装。改装後は4つのブロックに分離可能。「要塞化指令002」のコールで変形する。
テスター3号機
潜水母艦。補助的な飛行能力も有する。艦底部に小型潜航艇「コバンザメ」を装備。テスター1号機や地底戦車シールドも収納可能。
テスター4号機
コンテナ機。コンテナ以外に他の宇宙船に合体可能。第18話で大型宇宙旅客船マンボウ号を救うために推力の代用になった。第48話で無理矢理だが2号機に合体した。
地底戦車シールド
地中での作戦行動に使用される小型ドリルタンク。
ゼロロボット
第38話から登場。四本足の作業用ロボット。足は伸縮可能で、かなり伸ばすことが出来る。腕は普段は格納している、重機作業用のコンバットアームと軽作業用のマニピュレーターを持つ。腹部は爆弾処理室がある、テスター1号機を格納できるペイロードを有する。最終話にて、月軌道変更のための核爆発にて消失する。
宇宙開発センター
テスター各機の宇宙基地。初期のテスター隊の活動拠点。
なお本作では宇宙開発センターの関係者は太陽系の惑星について（通常の水星、火星などの呼称を使わず）数字で「第1惑星」「第4惑星」などと表現する。
人工島指令基地
テスター各機の洋上移動基地。
スーパー5要塞
第39話から登場。人工島指令基地を中心に、新たに建造された巨弾基地、深海基地、出撃基地、情報基地が合体した形態。
Z-1
第27話と第28話に登場。対アーマノイド用に開発された機体。テスター1号機よりも性能は上。テストパイロットは法水冷児。第1高速、第2高速、第3高速と変形可能（高速になるほど威力が増す）。武装は、シグマゼロビーム（機首からのビーム砲）、カッターゼロビーム（ブーメラン状のエネルギーカッター）。第3高速の過負荷に耐えられず炎上し消失した。
クラッシャー7
第50話に登場。ガオ博士が製造した戦闘ロボット。ガオ博士の7人の孫が操縦する。アーマノイドの秘密基地を壊滅させることには成功したが、スーパーガロスには苦戦。テスター1号機のカッタービームで操縦席のある頭部を切断された後、スーパーガロスに体当たりしてともに爆発して消滅した。
ゼロテスター（アンドロイド・ゼロ）
第56話に登場。現在のゼロテスターが誕生する以前に作られた、宇宙の敵から地球を守るための3体のアンドロイド。製作者はヤン。タチバナ博士が、人格を持たない戦うためだけに作られた機械人形を運用することに疑問を持ったことと、命令回線の致命的な欠陥があったために海底に封印される。アーマノイドに命令回線を組み替えられて利用されるも、ヤンによって修復され入道ガロスと共に自爆する。
ゼロバギー
第58話に登場。ゼロテスターの地上用可変兵器の試作品。制作者はヤン。普段は無武装だが、変形後は機関砲やリアウィングが変形したカッターブーメランなどの装備が使えるようになる。
ユウキ
声 - 丸山裕子
第61話に登場。ダルトン博士が製造した少年ロボット。90万馬力のエンジンと超硬質合金のボディを持ち、テスター1号機の数倍の戦闘力がある。しかし、感情回路のために戦闘を恐れる。人工島基地がバイソンガロスに攻撃された際に、人間の感情を持ったままガロスと戦い、これを倒すが自分も死亡する。
玩具やプラモデルでは各個の大きさの違いが無視され、たとえば1号機が母艦たる2号機と同じ大きさであり、2号機に収容できなかった。これは当時、スケールモデルとして統一する意識が薄かったこと、また1号機に人気が集中しており、設定通りだと小さすぎて商品にならないことが理由である。ただしプラモデルについては、1号機以外のテスター各機にミニサイズの分離合体しない1号機が付けられていた。しかしそれでもかなりオーバースケールである。
1号機のプラモデルは、マーク3の三枚の翼のみいったん外して収容しなくてはならないが、他は差し替え不要で、ほぼ劇中通りの分離合体が可能である。スタイルも良いためにヒット商品となり、後年も度々、再発売されている。

## スタッフ
- 企画：関西テレビ、東北新社
- 原作：鈴木良武
- チーフディレクター：高橋良輔
- 音楽：山本直純
- メカニックデザイン&コンセプト：ジョン・デドワ
- キャラクターデザイン：箕輪宗廣
- 美術監督：河野次郎
- 撮影監督：熊谷幌史
- 録音監督：佐藤敏夫
- 文芸担当：徳丸正夫
- プロデューサー：三輪弘（KTV）、岸本吉功（創映社）
- 制作協力：サンライズスタジオ
- 制作：関西テレビ、創映社

## 主題歌
オープニングテーマ
『ゼロテスター』（第1話 - 第39話）
作詞 - 鈴木良武 / 作曲・編曲 - 山本直純 / 歌 - 子門真人（ワーナー・パイオニア〈現・ワーナーミュージック・ジャパン〉）
『ゼロテスター地球を守れ！』（改題後・第40話 - 第66話）
作詞 - 杉山政美 / 作曲・編曲 - 山本直純 / 歌 - 杉並児童合唱団（ワーナー・パイオニア）
改題前のテーマ曲『ゼロテスター』はクライマックスの戦闘シーンにおける挿入歌として改題後にも頻繁に使用されているが、歌詞の1番と2番を入れ替えたものが多用された。
オープニングフイルムは、「改題前前期」（第1話 - 第13話）、アーマノイドの合体ロボットやメカ植物ダイラーが星を貫きまくるシーンが登場する「改題前中期」（第14話 - 第26話）、人工島がメインに登場する「改題前後期」（第27話 - 第39話）「改題後」（第40話 - 最終話）の4バージョンがある。なお、現在の再放送では改題前中期は放送されていない。
1986年 - 1987年にテレビ東京の月曜18:00（当初は月 - 水）で再放送された際、「改題前の後期」と「改題後」バージョンは通常通り、「プロデューサー名」（岸本Pのみ。三輪Pは削除）と「制作名」部分はブルーバックに差し替えたが、「改題前前期」バージョンはラストのナレーション（オリジナル版ではここにプロデューサーと制作がクレジットされた）が削られ、ラスト前の「太陽が昇る地球の上を行くテスター機群」の部分に岸本プロデューサーと制作のテロップが添えられた。
エンディングテーマ
『愛する大地』（第1話 - 第39話）
作詞 - 高橋良輔 / 作曲・編曲 - 山本直純 / 歌 - ロイヤル・ナイツ（ワーナー・パイオニア）
『地球要塞スーパー5』（改題後・第40話 - 第66話）
作詞 - 鈴木良武 / 作曲・編曲 - 山本直純 / 歌 - ロイヤル・ナイツ（ワーナー・パイオニア）
エンディングフイルムは、「改題前前期」（第1話～第14話）「改題前中期」（第15話～第26話）「改題前後期」（第27話～第39話）「改題後」（第40話～最終話）の4バージョンがある。

## 放送リスト
以下の表で演出助手のみがクレジットされている回では演出の欄は空欄にしてある。
| 話数 | 放送日         | サブタイトル               | 脚本              | コンテ   | 演出                                                                | 作画監督                    | 登場敵メカ                                                       |
| ---- | -------------- | -------------------------- | ----------------- | -------- | ------------------------------------------------------------------- | --------------------------- | ---------------------------------------------------------------- |
| 1    | 1973年 10月1日 | ゼロテスター誕生           | 五武冬史          |          |                                                                     | 中村一夫                    | アーマノイド戦車                                                 |
| 2    | 10月8日        | ハリケーンコマを叩け!      | 山崎晴哉          |          | ハリケーンコマ                                                      | 中村一夫                    |                                                                  |
| 3    | 10月15日       | 宇宙の落し穴               | 井上知士          |          | 惑星型要塞、爆弾ロボット                                            | 中村一夫                    |                                                                  |
| 4    | 10月22日       | SOS 第一惑星基地           | 五武冬史          |          | アーマノイドロボット                                                | 中村一夫                    |                                                                  |
| 5    | 10月29日       | 恐怖の人間改造機           | 五武冬史          |          | ゴーレム                                                            | 中村一夫                    |                                                                  |
| 6    | 11月5日        | テスター3号出動せよ!       | 山崎晴哉          |          | 潜水艦ベスビアス号                                                  | 中村一夫                    |                                                                  |
| 7    | 11月12日       | 地下発電所を爆破せよ!      | 井上知士          |          | アーマノイドコウモリ                                                | 中村一夫                    |                                                                  |
| 8    | 11月19日       | 南極のっとり作戦           | 日野敬元          |          | 鯨型潜水艦                                                          | 中村一夫                    |                                                                  |
| 9    | 11月26日       | フブキ! 生命維持度ゼロ     | 弦五郎            |          | 王様（ファラオ）ロボット（声:吉沢久嘉）、 王子ロボット（声:神谷明） | 中村一夫                    |                                                                  |
| 10   | 12月3日        | 地球は燃える               | 山崎晴哉          |          | マシーンバード                                                      | 中村一夫                    |                                                                  |
| 11   | 12月10日       | レーザーカーを守れ!        | 井上知士          |          | モンスター蝶                                                        | 中村一夫                    |                                                                  |
| 12   | 12月17日       | 宇宙要塞をたたけ!          | 高橋和十八        |          |                                                                     | 中村一夫                    |                                                                  |
| 13   | 12月24日       | アーマノイドのおくりもの   | 山本優*1          |          |                                                                     | 中村一夫                    |                                                                  |
| 14   | 12月31日       | メビウスの逆襲             | 五武冬史          |          |                                                                     | 中村一夫                    |                                                                  |
| 15   | 1974年 1月7日  | 危機一髪! ねらわれた三人   | 山崎晴哉          |          | 稲妻レーザー                                                        | 中村一夫                    |                                                                  |
| 16   | 1月14日        | 太陽をすくえ!              | 井上知士          |          |                                                                     | 中村一夫                    |                                                                  |
| 17   | 1月21日        | ねらわれた海底都市         | 山本優            |          |                                                                     | 中村一夫                    |                                                                  |
| 18   | 1月28日        | 宇宙クラゲ ポリープ        | 山崎晴哉          |          | ポリーブ                                                            | 中村一夫                    |                                                                  |
| 19   | 2月4日         | 妖星シルバーブロンコ       | 井上知士          |          |                                                                     | 中村一夫                    |                                                                  |
| 20   | 2月11日        | 狂った人工太陽             | 松崎健一 桜井正明 |          |                                                                     | 中村一夫                    |                                                                  |
| 21   | 2月18日        | 乗っとられたタンカー宇宙船 | 弦五郎            |          |                                                                     | 中村一夫                    |                                                                  |
| 22   | 2月25日        | 秒速1万キロの恐怖          | 五武冬史          |          |                                                                     | 中村一夫                    |                                                                  |
| 23   | 3月4日         | 遊星マシンを撃ち落とせ     | 山本優            |          |                                                                     | 中村一夫                    |                                                                  |
| 24   | 3月11日        | 宇宙幽霊がでた!!           | 五武冬史          |          | モンスター                                                          | 中村一夫                    |                                                                  |
| 25   | 3月18日        | クモの巣バリヤーを突破せよ | 井上知士          |          | アラベラ                                                            | 中村一夫                    |                                                                  |
| 26   | 3月25日        | モンスター頭脳マッド       | 五武冬史          |          | マッド                                                              | 中村一夫                    |                                                                  |
| 27   | 4月1日         | 秘密テスター機 Z-1         | 五武冬史          |          |                                                                     | 中村一夫                    |                                                                  |
| 28   | 4月8日         | 人工島がおそわれた!        | 五武冬史          |          |                                                                     | 中村一夫                    |                                                                  |
| 29   | 4月15日        | タチバナ博士のうらぎり?    | 山崎晴哉          |          | てんとう虫型ロケット                                                | 中村一夫                    |                                                                  |
| 30   | 4月22日        | 激闘! デクニンガーとの対決 | 山本優            |          | デクニンガー                                                        | 中村一夫                    |                                                                  |
| 31   | 4月29日        | 強敵! ロボット大要塞       | 弦五郎            |          | 恐竜型ロボット要塞                                                  | 中村一夫                    |                                                                  |
| 32   | 5月6日         | 改造バルギスの反撃         | 五武冬史          |          | 改造バルギス                                                        | 中村一夫                    |                                                                  |
| 33   | 5月13日        | アーマノイド深海の罠       | 山本優            |          |                                                                     | 中村一夫                    |                                                                  |
| 34   | 5月20日        | キャプテン決死の大反撃     | 弦五郎            |          | ムカデ型戦車                                                        | 中村一夫                    |                                                                  |
| 35   | 5月27日        | 出現! メカ植物ダイラー     | 吉田喜昭          |          | 鉄喰いキノコ、ダイラー                                              | 中村一夫                    |                                                                  |
| 36   | 6月3日         | 冷凍人間で勝負!            | 弦五郎            |          | 温度感知ロボット                                                    | 中村一夫                    |                                                                  |
| 37   | 6月10日        | 標的はゼロテスター         | 山本優            |          |                                                                     | 中村一夫                    |                                                                  |
| 38   | 6月17日        | ゼロロボット登場           | 吉田喜昭          |          | 怪魚型潜水艦                                                        | 中村一夫                    |                                                                  |
| 39   | 6月24日        | 強敵バルギスの最期         | 五武冬史          | 石黒昇   | キング・イカガンダー                                                | 中村一夫                    |                                                                  |
| 40   | 7月1日         | ガロス七人衆登場           | 五武冬史          | 富野喜幸 | 富野喜幸                                                            | （クレジット されていない） | ガロス七人衆、囮ロボット                                         |
| 41   | 7月8日         | アニマルガロスの襲来       | 弦五郎            | 安彦良和 |                                                                     | （クレジット されていない） | アニマルガロス（声:小林清志）                                    |
| 42   | 7月15日        | 来たぞ! 恐竜軍団           | 高橋和十八        | 富野喜幸 | 富野喜幸                                                            | （クレジット されていない） | 恐竜ガロス（声:飯塚昭三）                                        |
| 43   | 7月22日        | 強烈! アシュランガー       | 山本優            | 奥田誠治 | 横山裕一郎                                                          | （クレジット されていない） | 武者ガロス・アシュランガー（声:内海賢二）、 アイアンバッファロー |
| 44   | 7月29日        | ファイアーガロスの待ち伏せ | 山本優            | 石黒昇   | 棚橋一徳                                                            | （クレジット されていない） | ファイヤーガロス（声:木原正二郎）                                |
| 45   | 8月5日         | エスパーガロスの挑戦       | 吉川惣司          | 安彦良和 |                                                                     | （クレジット されていない） | エスパーガロス（声:西川幾雄）                                    |
| 46   | 8月12日        | 妖怪ガマガロス             | 吉田喜昭          | 安彦良和 | 安彦良和                                                            | （クレジット されていない） | ガマガロス（声:滝口順平）                                        |
| 47   | 8月19日        | 三段変形ガロス             | 弦五郎            | 坂口尚   | 横山裕一郎                                                          | （クレジット されていない） | 変形ガロス（声:野本礼三）                                        |
| 48   | 8月26日        | メカ蟻の恐怖               | 山本優            | 富野喜幸 | 富野喜幸                                                            | （クレジット されていない） | ブラックデーモン（声:飯塚昭三）                                  |
| 49   | 9月2日         | 試煉のゼロフライト         | 吉川惣司          | 石黒昇   | 棚橋一徳                                                            | （クレジット されていない） | アルマゲドン（声:加茂嘉久）                                      |
| 50   | 9月9日         | 進め! クラッシャー7        | 山本優            | 安彦良和 | 安彦良和                                                            | （クレジット されていない） | スーパーガロス（声:寺島幹夫）                                    |
| 51   | 9月16日        | 透明ガロスの罠             | 山本優            | 奥田誠治 | 横山裕一郎                                                          | （クレジット されていない） | 透明ガロス（声:内海賢二）                                        |
| 52   | 9月23日        | スリースター号発進         | 吉田喜昭          | 富野喜幸 | 富野喜幸                                                            | （クレジット されていない） | マグマガロス（声:飯塚昭三）                                      |
| 53   | 9月30日        | 2号機要塞化計画            | 山本優            |          | 棚橋一徳                                                            | 佐々門信芳                  | ヒドラガロス                                                     |
| 54   | 10月7日        | 深海のゼロチャージ         | 安彦良和          |          | 安彦良和                                                            | 安彦良和                    | ドラゴンガロス（声:野本礼三）                                    |
| 55   | 10月14日       | ガロス超特急を撃て         | 山本優            |          | 横山裕一郎                                                          | 中村一夫                    | ガロス超特急                                                     |
| 56   | 10月21日       | 幻のゼロテスター           | 山本優            |          | 安彦良和                                                            | 安彦良和                    | 入道ガロス（声:大宮悌二）                                        |
| 57   | 10月28日       | 地底ガロス サソリギュラ    | 弦五郎            |          | 富野喜幸                                                            | 中村一夫                    | 地底ガロス・サソリギュラ（声:クレジットされていない）            |
| 58   | 11月4日        | ゼロバギー変身せよ!        | 吉川惣司          |          | 棚橋一徳                                                            | 佐々門信芳                  | バギンダーガロス（声:小島敏彦*2）                                |
| 59   | 11月11日       | 爆弾島を脱出せよ           | 吉田喜昭          |          | 横山裕一郎                                                          | 坂本三郎                    | 爆弾ガロス（声:雨森雅司）                                        |
| 60   | 11月18日       | 悪魔のスペクターガロス     | 寺田和男          |          | 寺田和男                                                            | 中村一夫                    | スペクターガロス（声:飯塚昭三）                                  |
| 61   | 11月25日       | 少年ロボット ユーキの秘密  | 吉川惣司          |          | 安彦良和                                                            | 安彦良和                    | バイソンガロス（声:野本礼三）                                    |
| 62   | 12月2日        | SOS! ロボット大会          | 桜井正明          |          | 富野喜幸                                                            | （クレジット されていない） | ドリラーガロス（声:飯塚昭三）                                    |
| 63   | 12月9日        | 地獄ガロスの笑い           | 山本優            | 安彦良和 | 横山裕一郎                                                          | 佐々門信芳                  | 地獄ガロス（声:寺島幹夫）                                        |
| 64   | 12月16日       | 恐怖のサイボーグ計画       | 吉川惣司          |          | 寺田和男                                                            | 坂本三郎                    | ズーマー（声:野本礼三）                                          |
| 65   | 12月23日       | アーマノイド星接近         | 山本優            |          | 安彦良和                                                            | 安彦良和                    | バンガース                                                       |
| 66   | 12月30日       | アーマノイド星の最期       | 五武冬史          |          | 富野喜幸                                                            | 佐々門信芳                  | アーマノイド星・多弾頭核ミサイル                                 |

- 1 クレジットでは「山本憂」と誤植になっている。
- 2 クレジットではレーサーになっている。

## 放送局
- 関西テレビ（制作局）
- 北海道文化放送：月曜 19:00 - 19:30
- テレビ岩手：金曜 18:00 - 18:30（1974年10月4日まで） → 水曜 18:00 - 18:30（1974年10月9日から） [1]
- 秋田テレビ：月曜 19:00 - 19:30[2]
- 山形テレビ：月曜 19:00 - 19:30[2]
- 仙台放送：月曜 19:00 - 19:30[3]
- 福島中央テレビ：木曜 18:00 - 18:30（1974年6月 - 10月） → 月曜 18:00 - 18:30（1974年11月 - 1975年10月）[4]
- フジテレビ：月曜 19:00 - 19:30
- 新潟放送：火曜 17:30 - 18:00[5]
- テレビ静岡：月曜 19:00 - 19:30[6]
- 東海テレビ：月曜 19:00 - 19:30[7]
- 富山テレビ
- 石川テレビ：金曜 18:00 - 18:30[8]
- 福井テレビ：水曜 18:00 - 18:30[9]
- 山陰中央テレビ：月曜 19:00 - 19:30[10]
- 西日本放送：火曜 18:00 - 18:30[11]
- 広島テレビ：水曜 18:00 - 18:30[12]
- 山口放送：月曜 9:00 - 9:30[13]
- テレビ愛媛：月曜 19:00 - 19:30[13]
- テレビ西日本：月曜 19:00 - 19:30[14]
- サガテレビ：月曜 19:00 - 19:30[14]
- テレビ長崎：水曜 17:00 - 17:30[14]
- テレビ熊本：火曜 18:00 - 18:30[15]
- 沖縄テレビ：月曜 19:00 - 19:30[16]

## 漫画
- 『少年キング』連載 作画：はただいすけ
- 『冒険王』連載 作画：蛭田充
- 『テレビランド』連載 作画：西井とおる、近藤雅人

少年キング版はアニメ本編と大きくストーリーが異なり、機械人化の悲劇を中心にした本編以上のハードなストーリーとなっている。